# باكوغان: كوكب المعركة
باكوغان كوكب المعركة (يكتب باليابانية 爆丸バトルプラネット يعرب إلى باكوغان باتورو بورانيتو)، هو مسلسل تلفزيوني أنمي كندي ياباني أمريكي أنتجته استديوهات طوكيو موفي شينشا وشركة نيليفانا انتيربريس واستديوهات مين اوف اكشن وسباين ماستر انترتينمنت تحت إدارة كازويا ايتشياكاوا لصالح شركة شبكة الكارتون. تعمل السلسلة بمثابة إعادة احياء لسلسلة الأنمي الاصلية باكوغان.
عرض المسلسل في أمريكا الشمالية في ديسمبر 2018 مع تجديد في اللعبة وسلسلة من البروموهات الويب المتحركة التي تتابع عن كثب. ظهرت السلسلة لأول مرة في اليابان في أبريل 2019 وفي الوطن العربي في يونيو 2019 عندما تم نشر بعض الحلقات المدبلجة على قناة شبكة الكارتون النسخة العربية على موقع يوتيوب  ويتم بث الحلقات يومياً.

## التعريف بالانمي
ابطال السلسلة هم دان كوسو، شون كازامي ينضم لهما وينتون ستايلز، ليا فينيجاس، وكلبهم لايتونينج. تُعرف هذه المجموعة باسم "Awesome Ones" أو المذهلون وتقوم بصنع مقاطع فيديو وينشروها على الموقع الإلكتروني ViewTube. في النهاية، تعثروا في مع مجموعة من المخلوقات الميكانيكية الحيوية تسمى باكوغان. سرعان ما يبدئون في مصادقة الباكوغانات ويبدأون في قتال بعضهم البعض، كل ذلك بينما يدافعون عن رفاقهم ضد الاشرار الذين يستخدمون الباكوغانات لأغراض ضارة. يواجهون العديد من الأعداء مثل فيلومينا داسك وماغنوس المقنع الغامض وهم مصممين على هزيمة دان في المعارك.

## بداية القصة
اندلعت الأخبار المتعلقة بإعادة إطلاق ماركة باكوغان لأول مرة في أواخر عام 2015 من خلال عرض تقديمي للمستثمرين أجرته شركة سباين ماستر. ظلت المعلومات حول المشروع شحيحة وضئيلة حتى نوفمبر 2017 عندما كشفت الشركة أن السلسلة الجديدة ستطلق في 2018/2019. بعد فترة وجيزة، تم اكتشاف أن سباين ماستر قدمت علامة تجارية باسم «باكوغان: كوكب المعركة». في يناير 2018، أكدت كورس انترنتيمنت أن شركة نيلفانا التابعة لها ستتعاون مجددًا مع استديوهات طوكيو ميديا شينشا في إنتاج سلسلة الرسوم المتحركة.
استعدادًا لبدء عرض السلسلة، رفعت شركة سباين ماستر دعاوى انتهاك براءات الاختراع ضد شركات الفا جروب وقوانغتشو لينغ دونغ لابتكار الثقافة التكنولوجية وماتيل بسبب انتهاكهم لماركة باكوغان التابعة لهم في بعض برامجهم وألعابهم مثل اوبتي مورفس Screechers Wild واونستير هانتر Eonster Hunter وسلسلة ألعاب ميكارد Mecard toylines. أعلن المدير التنفيذي لشركة سباين ماستر رونن هراري أن باكوغان سوف يعيد عالميا في 2019.
في مارس 2018، وصف هراري سلسلة الرسوم المتحركة الجديدة بأنها تعرض لمدة 11 دقيقة. تم ذلك بناءً على طلب من شبكة البث شبكة الكارتون، التي شعرت بأن وقت تشغيل الحلقة الأصلية الذي يبلغ مدته 22 دقيقة لن يجذب الجيل الحالي من الأطفال. كما تم اتخاذ قرار بتضمين المزيد من العناصر الكوميدية والترفيه لجذب الأطفال. ظهر ملصق ترويجي للسلسلة لأول مرة في يونيو 2018 من خلال وثيقة شركة سباين ماستر المستثمر.
أعلنت الشركة رسمياً بانه سيتم بث السلسلة في 9 أكتوبر 2018. حيث كشفت الشركة ان سلسلة الرسوم المتحركة ستعرض في ديسمبر 2018 على شبكة الكارتون في الولايات المتحدة وتيلي في كندا مع الألعاب الترويجية وبعض بروموهات الويب الترويجية على الإنترنت بعد فترة وجيزة. اعلنت شبكة الكارتون ايضًا العرض لإطلاقه عام 2019 في أمريكا اللاتينية وأوروبا والشرق الأوسط وأستراليا ونيوزيلندا. في آسيا، سيتم توزيع بواسطة استديوهات TMS Entertainment مع شركة تاكارا تومي التي تتعامل في خط الألعاب.

## وسائل الإعلام

### الانمي
مثل السلسلة التي سابقتها، تعد سلسلة باكوغان : كوكب المعركة هي إنتاج عالمي مشترك. تم إنتاج السلسلة من خلال استديوهات تي ام اس بمساعدة إضافية من نيلفانا و سباين ماستر ‏ . كازويا إيتشيكاوا مخرج المسلسل. يعمل كل من كازويا ايتشيكاوا وكذلك استديوهات مين اوف اكشن ككتاب للقصص. النصية للحلقات مكتوبة بشكل أساسي في اليابان، حيث يساهم الكتاب الأمريكيون أحيانًا. يتكون الموسم الأول من 100 حلقة مدة كل منها 11 دقيقة يتم توزيعها أيضًا على شكل 50 دقيقة.
ظهرت سلسلة كوكب المعركة في الولايات المتحدة على شبكة الكارتون في 23 ديسمبر 2018، مع جعل أول 20 حلقة متاحة على خدمات الفيديو حسب الطلب للقناة في الأيام السابقة. في 12 يناير 2019. في كندا، تم إطلاق السلسلة على تيلي تون في 31 ديسمبر 2018 من خلال عرض ترويجي أولي مدته خمسة أيام مماثلة قبل ظهوره لأول مرة في الفترة المعتادة في 12 يناير 2019. بدأت شركة Reruns بالحصول علي حقوق البث علي قناة واي تي في الشقيقة. في المملكة المتحدة، عرض المسلسل لأول مرة على شبكة الكرتون في 23 مارس 2019.
بدأت السلسلة في اليابان على تلفزيون طوكيو ومحطات TX التابعة لشبكة تلفيزيون طوكيو الأخرى في 1 أبريل 2019. تحت عنوان الأغنية الافتتاحية "Jounetsu Jamboree" (情熱ジャンボリー Jōnetsu Janborī، "Passionate Jamboree") مع موضوع النهاية بعنوان «كن حكايتي»، كلا الأغاني التي يغنيها HiHi Jets. تتميز النسخة اليابانية أيضًا بدرجة موسيقية مختلفة تمامًا عن النسخة الدولية من تأليف ياسوهارو تاكاناشي.
إلى جانب المسلسل التلفزيوني، أطلقت شركة سباين ماستر سلسلة من الأفلام القصيرة المتحركة على الإنترنت تسمى باكوغان: ما وراء المعركة Bakugan: Beyond the Brawl على قناتهم علي موقع اليوتيوب. تتميز هذه الحلقات باظهار الباكوغانات في مواقف كوميدية وسيتم بثه علي قناة كارتون نتورك بالعربية عبر فقرة كارتون نتورك Minis.

### اللعبة
أطلقت شركة سباين ماستر لعبة جديدة على الطاولة تمزج بين الباكوغان المحول التقليدي وبين لعبة بطاقات تداول كاملة. تم تصميم اللعبة بشكل مشترك من قِبل جاستن جاري، وتهدف هذه اللعبة إلى جذب الجماهير الأصغر سناً والأشخاص الذين يريدون مشهدًا تنافسيًا علي غرار اللعبة القديمة.
تم إطلاق اللعبة في يناير 2019 في كندا والولايات المتحدة، وسيتم اطلاقها في أسواق إضافية على مدار العام.

### ألعاب إلكترونية
في ديسمبر 2018، أطلق سباين ماستر تطبيق باكوغان باتل هوب Battle Hub علي الأجهزة التي تعمل بنظام اي اوه اس واندرويد.حيثإن التطبيق يوفر ملفات شخصية ومقاطع فيديو وإصدار مبسط من لعبة الطاولة.

### الشخصيات
- دان كوسو

الصوت في النسخة اليابانية - تاكاهاشي لي يو
الشخصية الرئيسية لهذا العمل. ولد طيب للغاية يحب باكوجان. باكوغانه هو دراجونيود أو يدعوه بدراجو وهو لاعب نار
- وينتون ستايلز

صوت فوكوشيما يونيو
وتنتون هو صبي على دراية جيدة في سن مبكرة وجيد في الاختراع. لذلك إنه أمر مؤذ وقد يسبب مشكلة للفريق.
- ليا فانيجاس

مؤدية الصوت في النسخة اليابانية أكاساكي تشيناتسو
فتاة تحب التصوير وتتولى مسؤولية التصوبر للمذهلين Awesome One. وهي لاعبة ضوء واسم الباكوغان الخاص بها غورثيون وبيغاتريكس 
- شون كاسامي

مؤدي صوت الشخسية في النسخة البيابانية يوي أوشياما
صبي بارد وناضج لديه شغف كبير بلعب الباكوجان. نجل رئيس شركة عالمية كبيرة. ويظهر بانه لاعب ماء ليس لاعب رياح كما في النسخة الاصلية من الانمي باكوغان
- الكلب لايتونينج

مؤدي صوت الشخصية كانادا اكي
كلب ذكي يمكنه القتال بالباكوغانات. ومن الاصحاب والزملاء الذين يعتمدون على دان. لديه باكوغانات من النوع الظلامي
- المقنع ماغنوس

صوت - كاجيكاوا شوهي
صبي ينافسه دان علي المرتبة الاولي ويعتبر عدو المذهلين الأول.
- فيلومينا دوسك

هي احدي اعداء فريق المذهلين وتستخدم الباكوغانات لاغراض سيئة وهي رئيسة شركة ايه ايه انيموس انكابري AAANIMUS Inc. وهي لاعبة ضوء

## روابط خارجية
- باكوغان: كوكب المعركة على موقع IMDb (الإنجليزية)
- باكوغان: كوكب المعركة على موقع نتفليكس (الإنجليزية)
- باكوغان: كوكب المعركة على موقع فيلمافينيتي (الإسبانية)
- باكوغان: كوكب المعركة على موقع كينوبويسك (الروسية)
- باكوغان: كوكب المعركة على موقع قاعدة بيانات الفيلم (الإنجليزية)
- باكوغان: كوكب المعركة على موقع ANN anime (الإنجليزية)
- الموقع الرسمي
- الموقع الرسمي (باليابانية)
- صفحة باكوغان كوكب المعركة علي موقع شبكة الكارتون
- باكوغان كوكب المعركة  علي موقع واي تي في
- باكوغان كوكب المعركة "على شاشة التلفزيون طوكيو تي في (باليابانية)
- باكوغان: كوكب المعركة  في قاعدة بيانات الأفلام على الإنترنت (بالإنجليزية)
- باكوغان: كوكب المعركة (أنمي) في شبكة أخبار الأنمي